# Häxberget

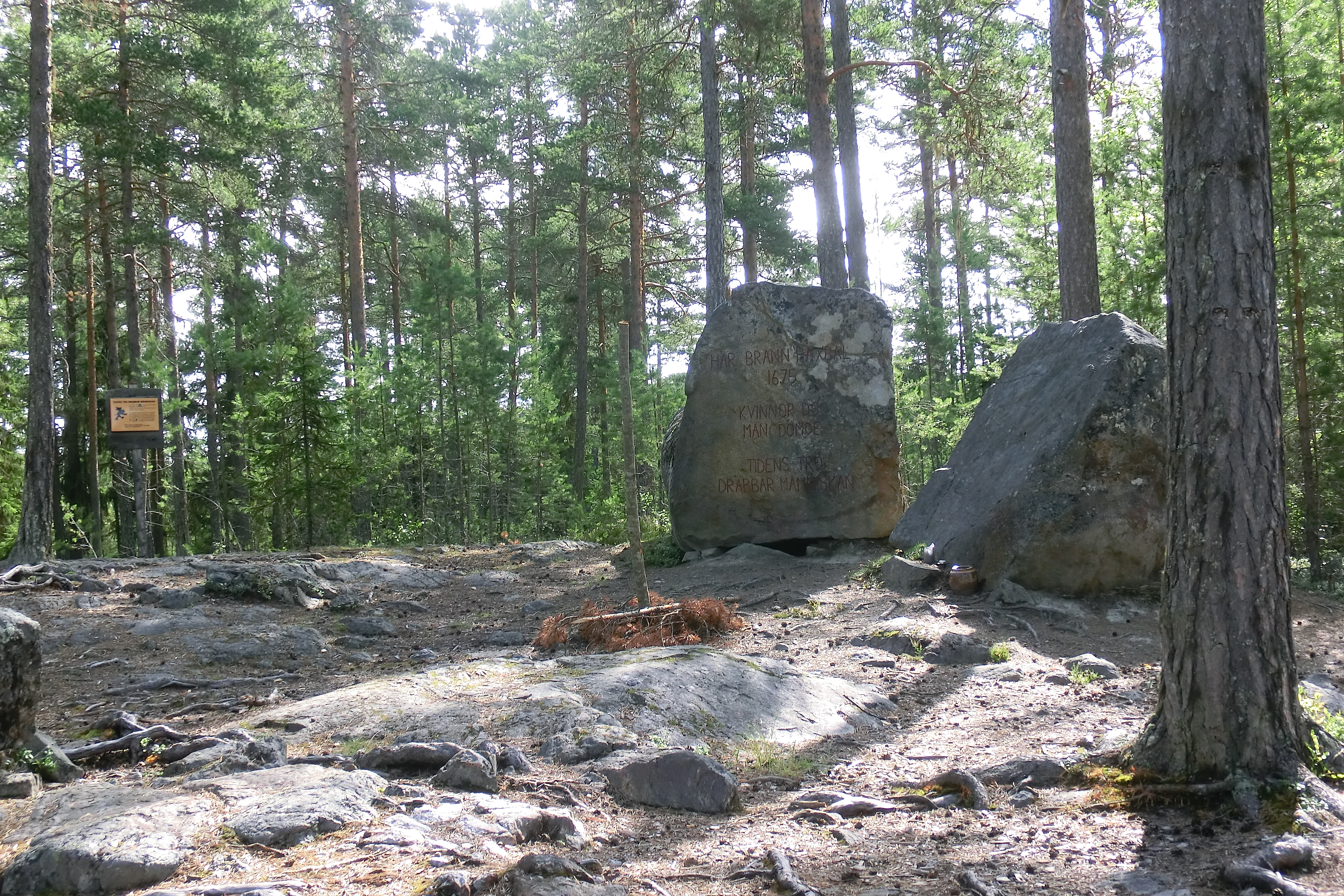
Minnesstenen på Häxberget.

Häxberget, även känt som Bålberget, är en plats i Torsåkers socken, Ångermanland, Sverige.
Det var på Häxberget som kvinnor och män dömda för häxeri blev halshuggna och brända på bål under häxprocessen i Torsåker 1675, efter att ha vandrat dit längs häxleden. Det är den mest ökända platsen i Sverige när det talas om häxprocesser. Den 1 juni 1675 avrättades totalt 71 människor på Häxberget, var femte kvinna i Torsåkers pastorat.
Nu för tiden är Häxberget en turistattraktion som lockar många besökare från hela världen, speciellt under sommarhalvåret.
I byn Prästmon, på Hola folkhögskola, finns sedan juni 2017 ett museum där man kan lära sig mer om häxprocesserna.